# Rhodaniridogorgia fragilis
Rhodaniridogorgia fragilis är en korallart som beskrevs av Watling 2007. Rhodaniridogorgia fragilis ingår i släktet Rhodaniridogorgia och familjen Chrysogorgiidae. Inga underarter finns listade i Catalogue of Life.